# Duroniella turcomana
Duroniella turcomana är en insektsart som beskrevs av Leo L. Mishchenko 1951. Duroniella turcomana ingår i släktet Duroniella och familjen gräshoppor. Inga underarter finns listade i Catalogue of Life.